# 옥희의 영화
《옥희의 영화》(Oki's movie)는 2010년에 개봉된 대한민국의 영화로, 홍상수의 열 한번 째 작품이다. <옥희의 영화>는 <주문을 외울 날>, <키스 왕>, <폭설 후>, <옥희의 영화>란 네 편의 단편으로 구성되어 있고, 각 편들을 통해서 세 명의 중심 인물들이 역할의 차이와 중첩을 가지면서 계속 등장한다.

## 줄거리
영화과 학생 옥희 역할의 정유미, 영화 강사 혹은 영화과 학생 진구 역할의 이선균, 그리고 영화과 송교수 혹은 영화감독 송감독 역할의 문성근. 이 세 배우/인물들은 네 가지의 다른 이야기 속에 등장하면서 각 이야기 사이의 겹침과 차이를 만들어낸다. 그러면서 어느 겨울 세 남녀 인물 사이의 관계가 만들어내는 어떤 정서가 네 이야기를 또 하나로 모으게 된다.

## 캐스팅

### 주연
- 이선균 : 진구 역
- 문성근 : 송 교수 역
- 정유미 : 옥희 역

### 영화 속 인물

#### 주문을 외울 날
- 서영화 - 장수양 역
- 송기형 - 오 교수 역
- 백정림 - 백혜림 역

#### 키스왕
- 박로사 - 양순 역

## 수상
- 제20회 부일영화상 - 여우주연상 정유미